# Arpad Elo
Arpad Elo, właśc. Árpád Imre Élő (ur. 25 sierpnia 1903 w Egyházaskesző, zm. 5 listopada 1992 w Milwaukee) – amerykański fizyk węgierskiego pochodzenia, szachista. Był twórcą systemu klasyfikacji szachistów, obowiązującego do dziś i uznawanego przez Międzynarodową Federację Szachową.

## Ranking szachowy
Profesor Arpad Elo był miłośnikiem gry w szachy i aktywnym członkiem Federacji Szachowej Stanów Zjednoczonych (USCF) od chwili jej założenia w 1939 roku. USCF używała opracowanego przez Kennetha Harknessa liczbowego systemu rankingowego, który pozwalał szachistom śledzić własne postępy w porównaniu z osiągnięciami innych szachistów. System Harknessa był prosty, ale czasami dawał wyniki sprzeczne z intuicyjną oceną umiejętności szachistów. Na prośbę USCF profesor Elo opracował nowy system, oparty na regułach stosowanych w statystyce.
Elo uznał, że najważniejszym, co musi uczynić, jest zadanie sobie pytania: w jakim stopniu różnica rankingów przekłada się na oczekiwany wynik? Do wyliczenia tego zaproponował potraktowanie oczekiwanego wyniku jako zmiennej losowej o rozkładzie normalnym.
Arpad Elo dokładnie opisał model swojego autorstwa w książce The Ratings of Chess Players: Past and Present, wydanej w 1978 roku.